# Charlotte aux fraises (série télévisée d'animation, 2003)
Pour les articles homonymes, voir Charlotte aux fraises (homonymie).
Charlotte aux fraises (1980) Aventures à Fraisi-Paradis (2010)
Charlotte aux fraises ou Fraisinette au Québec (Strawberry Shortcake) est une série télévisée d'animation américaine en 44 épisodes de 22 minutes, créée d'après le personnage homonyme et diffusée à partir du 11 mars 2003 en DVD et en syndication, puis sur le réseau CBS de 2006 jusqu'au 11 septembre 2008.
En France, la série a été diffusée à partir du 8 juillet 2006 sur M6 dans l'émission M6 Kid, et sur la chaîne pour enfants TiJi. Rediffusée sur Gulli. Elle a été élue série préférée de la génération 1994.
Elle est la deuxième série de la franchise après celle de 1980. Par la suite, une série en 3D, produite par MoonScoop, intitulée Charlotte aux fraises : Aventures à Fraisi-Paradis, a été diffusée à partir de 2010 sur Playhouse Disney, M6 et TiJi. En 2021, une quatrième série, Charlotte aux fraises : à la conquête de la grande ville, est diffusée sur TF1.

## Synopsis
Cette série met en scène les mésaventures de Charlotte aux fraises et de ses amis dans leur monde merveilleux fait de gourmandises...

## Personnages
- Charlotte aux fraises : héroïne du dessin animé.
- Pralinette : petite chatte rose de Charlotte aux fraises.
- Cassis ou Clafoutis : petit chien de Charlotte aux fraises.
- Choupomme ou Croquepomme : petite sœur de Charlotte aux fraises.
- Paprika ou Cookinelle : petite fille qui fabrique des biscuits.
- Orangette ou Fleur d'oranger : petite fille qui fait des jus de fruits.
- Angélique : Petite fille qui fabrique toute sorte de gâteaux.
- Cocoréglisse ou Cocoberry : petit garçon passionné de skateboard.
- Caramiel : Ponette qui parle beaucoup et qui adore les histoires.

## Distribution

### Voix originales
- Sarah Heinke : Charlotte aux fraises
- Rachel Ware : Angélique
- Samantha Triba : Cookinelle
- Dejare Barfield : Fleur d'oranger
- Nils Haaland : Clafoutis
- Sarah Kolosky (saison 1) puis Anna Jordan (saisons 2-4) : Pralinette
- Katie Labosky : Croquepomme
- Daniel Canfield (saison 1) puis James Street (saisons 2-4) : Mirtillon
- Susie Baer Collins : la reine

### Voix françaises
- Julie Turin : Charlotte aux fraises
- Edwige Lemoine : Fleur d'oranger
- Delphine Liez : Cookinelle, Mousse Arc-en-ciel
- Valérie Siclay : Angélique
- Catherine Privat : Pralinette
- Hélène Chanson : Baba Hortensia, Coco Berry
- Laura Préjean : Caramiel, Dragée Océane
- Claude Chantal : le Serpent de Mer, Miss Pic Raisin, voix additionnelles
- Laurent Mantel : Arthur Aigre doux
- Blanche Ravalec : la reine, Dr Crac Noisette
- Hervé Grull : Mirtillon
- Joséphine Ropion : Pomme d'amour

- Version française
  - Studio de doublage : SOFI[4]
  - Direction artistique : Blanche Ravalec
  - Adaptation : Marie-Cécile Riverain-Soyer

## Épisodes

### Première saison
À la télévision, ces épisodes ont été diffusés en deux parties.
1. Bienvenue au pays de Charlotte aux Fraises (Meet Strawberry Shortcake)
2. À la découverte du printemps (Spring for Strawberry Shortcake)
3. Les Belles Histoires de Charlotte aux Fraises (Get Well Adventure)
4. Joyeux Noël Charlotte aux Fraises (Berry, Merry Christmas)

### Deuxième saison
1. La joyeuse ménagerie de Charlotte aux Fraises (Best Pets Yet)
  - Voici Clafoutis  (Here Comes Pupcake)
  - La bête noire de Peppermint (Peppermint’s Pet Peeve)
2. Aventures au Pays des Crèmes Glacées (Adventures on Ice Cream Island)
  - La Joyeuse Ménagerie de Charlotte aux fraises (Horse of a Different Color)
  - Le Festival des Fraisiers en Fleurs (Festival of the Fillies)
3. Charlotte aux Fraises: Championne de l'amitié (Play Day Surprise)
  - Gâteau des anges dans le champ extérieur (Angel Cake in the Outfield)
  - Gagner certains, perdre certains (Win Some, Lose Some)
4. Les contes des 1001 peurs bleues de Charlotte aux Fraises (Moonlight Mysteries)
  - La nuit de terreur sans lumière de Ginger Snap (Ginger Snap’s No-Light Night of Fright)
  - La Nuit de toutes les peurs bleues (The Blueberry Beast)
5. Les fêtes costumées des Charlotte aux Fraises (Dress-Up Days)
  - La pièce est la chose (The Play’s the Thing)
  - Les Fêtes costumées de Charlotte aux Fraises (The Costume Party)
6. Charlotte aux Fraises et le Lagon Doré (Seaberry Beach Party)
  - Le Lagon doré (The Mystery of Seaberry Shore)
  - La Légende du trésor perdu (Legend of the Lost Treasure)

### Troisième saison
1. Charlotte aux Fraises et l'arc-en-ciel de l'amitié (World of Friends)
  - Le club de l'amitié (The Friendship Club)
  - L'Arc-en-ciel de l'amitié (A Festival of Friends)
2. Titre français inconnu (Berry Fairy Tales)
  - Quand la fée des baies est venue séjourner (When the Berry Fairy Came to Stay)
  - La légende de Sherry Bobbleberry (The Legend of Sherry Bobbleberry)
3. Les Petits Desserts de Charlotte aux Fraises (Cooking Up Fun)
  - Le bébé prend le gâteau (Baby Takes the Cake)
  - Un morceau de gâteau (Piece of Cake)
4. Le Festival des Fraisiers en Fleurs (Berry Blossom Festival)
  - Faites attention à vos manières (Mind Your Manners)
  - Reine d'un jour (Queen For A Day)
5. Le Bal de Charlotte aux Fraises (Let's Dance)
  - Tout le monde danse (Everybody Dance)
  - On danse (Let's Dance)

### Quatrième saison
1. Le rouleau de Rockaberry (Rockaberry Roll)
  - Il faut du talent (It Takes Talent)
  - Jouer pour battre le groupe (Playing To Beat The Band)
2. L'incroyable voyage (Berry Big Journeys)
  - Le grand voyage de la fraise (Strawberry's Big Journey)
  - Autour du monde des baies (Around the Berry Big World)
3. Au Far-West (Big Country Fun)
  - De retour en selle (Back In The Saddle)
  - À la ferme (Down On The Farm)
4. Les rêves de grandir (Growing Up Dreams)
  - Un petit pas (One Small Step)
  - Le bon maire (The Good Mayor)
5. La route de briques de Berry (Berry Brick Road)
  - Le conte de Toto (Toto's Tale)
  - Là où les baies précieuses brillent (Where The Gem Berries Glow)
6. Tout est bien qui finit bien (Happily Ever After)
  - La Belle au bois dormant (Sleeping Beauty)
  - Une princesse nommée Rap (A Princess Named Rap)
7. A la conquête d'Hollywood (Berrywood Here We Come)
  - Hourra pour Berrywood ! (Hooray For Berrywood!)
  - Lumières... Caméra... (Lights... Camera...)